# إيفانكوفتسي
إيفانكوفتسي (بالبلغارية: Иванковци)‏ قرية تقع إدارياً ضمن مقاطعة غابروفو في بلغاريا. ويبلغ عدد سكانها 30 نسمة حسب تعداد 15 مارس 2015. تعتمد إيفانكوفتسي للبريد على الرمز البريدي 5340.